# Mausoléu de Baiã Culi Cã

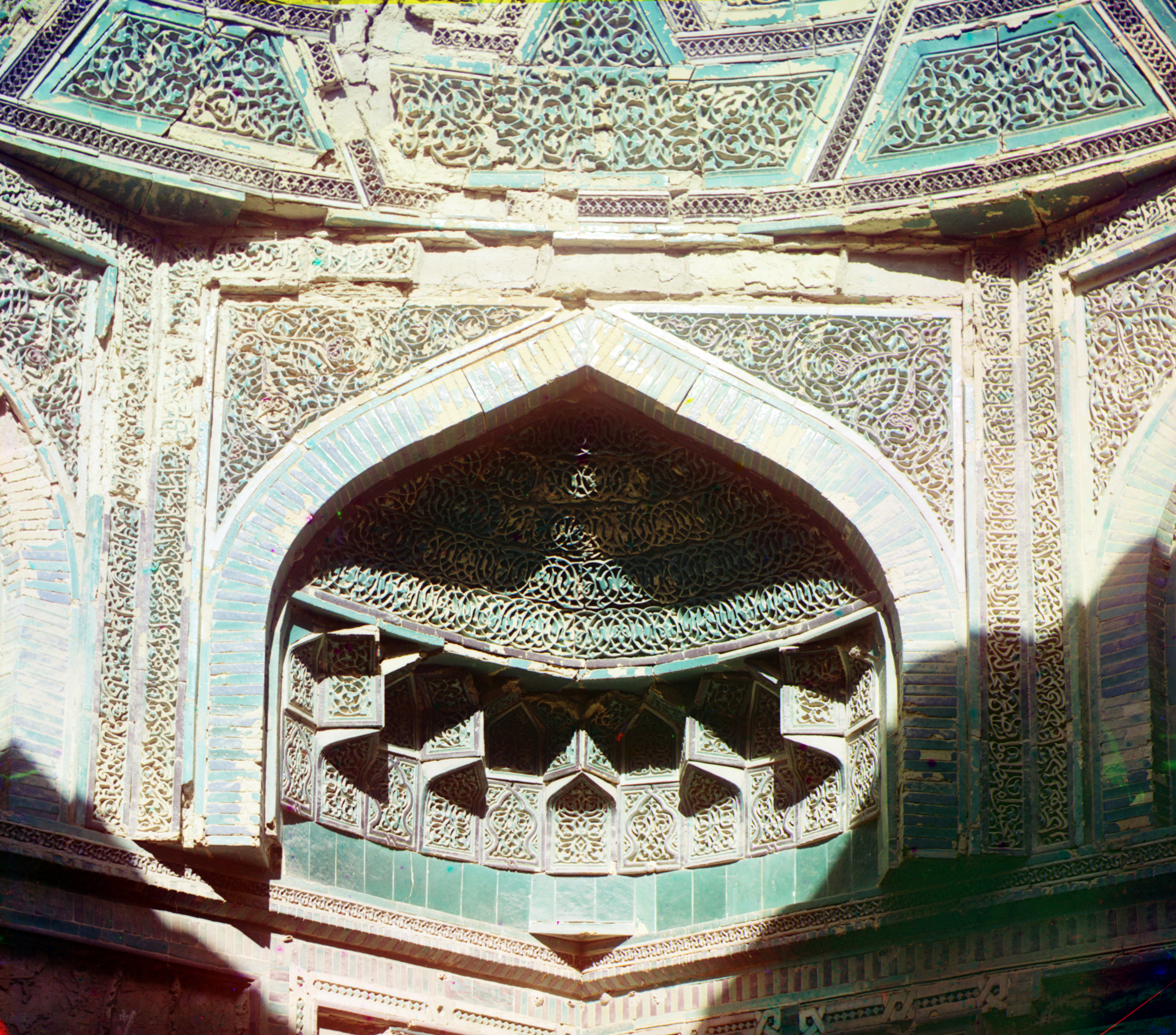

O Mausoléu de Baiã Culi Cã ou Mausoléu de Bayan-Quli Khan (em usbeque: Bayonqulixon maqbarasi é um túmulo monumental do século XIV situado na parte oriental da cidade de Bucara, no Usbequistão, onde está sepultado o Baiã Culi, monarca mongol do Canato de Chagatai entre 1348 e 1358. Junto a ele encontra-se o Mausoléu de Saif ed-Din Bokharzi, de maiores dimensões.

## História
Baiã Culi era nominalmente o soberano do Canato de Chagatai, mas a autoridade de facto estava nas mãos do seu patrono, o amir Cazagã, chefe da tribo mongol dos caraunas, que governava a Transoxiana, Afeganistão e a parte oriental de Coração, que constituía a parte sudoeste do antigo Canato de Chagatai. Enquanto Cazagã viveu, Baiã Culi teve nominalmente a seu cargo o governo de Samarcanda. Em 1358, Cazagã foi assassinado (segundo algumas fontes pelo seu próprio filho Abedalá), Abedalá tomou o poder e matou Baiã Culi. Porém, o seu triunfo foi de pouca duração, pois várias fações em Samarcanda que contestavam a sua autoridade conseguiram expulsá-lo da cidade e ele morreu pouco depois. Com Abedalá fora de cena, é provável que tenham sido os apoiantes de Baiã Culi a ter erigido o mausoléu como memorial permanente do seu reinado.

## Arquitetura
Apesar das suas pequenas dimensões — mede apenas 7,5 por 8,5 metros, o mausoléu tem alguns dos melhores exemplares de obras em cerâmica vidrada da Ásia Central. Do ponto de vista da história da arquitetura, é importante e Soustiel e Porter descrevem-no como «o prelúdio arquitetónico dos mausoléus do Shakhi-Zinda», um conjunto de túmulos do período timúrida em Samarcanda do final do século XIV e décadas seguintes.
O pishtaq (portal monumental), apresenta uma faixa impressionante de caligrafia árabe no arco, juntamente com arabescos extensos e fluidos nas duas enjuntas. Os ladrilhos são vidrados vários tons de azul e turquesa, com alguns elementos, como a moldura que abriga as faixas caligráficas, coloridos em lilás-indigo, que Soustiel e Porter sugerem que pode ter sido produzido adicionando estanho ao vidrado de cobalto, um técnica desenvolvida em oficinas de cerâmica persas da Mongólia. Todo o conjunto foi originalmente emoldurado por um friso caligráfico contínuo que corria ao longo da borda externa do pishtaq, de desenho semelhante ao pishtaq do Mausoléu de Najm ad-Din al-Kubra em Köneürgenç (Gurganje) do início do século XIV. Muitos dessas peças  estão agora nas mãos de coleções de museus estrangeiros, como por exemplo o Museu de Artes e Ofícios de Hamburgo e o Museu Vitória e Alberto de Londres. Este último tem uma coleção de peças na galeria 133 que foram removidos no final do século XIX.
O interior do mausoléu tem as mesmas cores do pishtaq, embora muitos azulejos tenham caído do teto. A parte inferior da cúpula foi originalmente decorada com faixas concêntricas de hexágonos, formando padrões tesselados intercalados com estrelas e retângulos. Apesar de tudo, o que sobreviveu é suficiente para se ter uma impressão de como era antes.
Abaixo, na zona de transição, as quatro trompas de ângulo e os quatro tímpanos são preenchidos, respetivamente, com abóbadas de mucarnas e arranjos geométricos de ladrilhos poligonais. Estes são emoldurados por faixas de caligrafia com poemas de Saadi de Xiraz (1210–1291/2), que versam sobre a impermanência deste mundo face à morte, um tema muito apropriado para um memorial fúnebre.